# Ernest Saint-Charles Cosson
Ernest Saint-Charles Cosson (París, 22 de julio de 1819 - 31 de diciembre de 1889), fue un botánico y micólogo francés.
En 1847, publicaría su tesis de cirugía. Desde 1840, prepara para su publicación Atlas de la Flore des Environs de Paris (memoria sobre la flora del hinterland de París) en colaboración con Jacques N.E.Germain de St-Pierre (1815-1882). Organizó la Asociación francesa de exploraciones botánicas, que le permitirá estudiar numerosas especies sobre todo del Mediterráneo. Después fue elegido en la Comisión Científica de exploración de Argelia, realizando nueve expediciones a la aquel entonces colonia francesa. Más tarde, dirigió la comisión a cargo de estudiar la Historia natural de Túnez, donde ya se había establecido el protectorado francés donde habían participado Paul-Napoléon Doûmet-Adanson (1834-1897), Victor C. Reboud (1821-1889), Aristide-H. Letourneux (1820-1890) y Edmond Bonnet (1848-1922).

## Algunas publicaciones
- Atlas de la flore des environs de Paris ou illustrations de toutes les espèces des genres difficiles et de la plupart des plantes litigieuses de cette région, 1845.
- Rapport sur un Voyage botanique en Algérie, de Philippeville à Biskra et dans les Monts Aurès, 1856.
- Instructions sur les observations et les collections botaniques à faire dans les voyages, 1872.
- Note sur le projet de création en Algérie d'une mer dite intérieure, 1880
- Forêts, bois et broussailles des principales localités du Nord de la Tunisie explorés. 1883.

## Reconocimientos
- Electo miembro de la Academia de las Ciencias Francesa en 1873
- Miembro de la Société Botanique de France, que dirige en 1863

## Eponimia
Especies
- (Brassicaceae) Draba cossonii O.E.Schulz[1]
- (Geraniaceae) Erodium cossonii Guitt. & Mathez[2]
- (Lamiaceae) Teucrium cossonii D.Wood 1972 [3]
- (Rosaceae) Pyrus cossonii Rehder 1946 [4]
- Limprichtia cossonii
- Hypnum cossonii
- Scorpidium cossonii
- (Papaveraceae) Rupicapnos cossonii Pugsley[5]